# Про Аліка і Льоліка
«Про Аліка і Льоліка» (рос. Про Алика и Лёлика) — український анімаційний телесеріал для дорослих режисера та автора Артура Рені. Серіал не має якогось загального сюжету, натомість є збіркою серії епізодів зі спільними героями. Кожен епізод закидає головних героїв у нову ситуацію (ловіння риби, полювання тощо).
У 2008 році українські журналісти повідомляли що анімаційний телесеріал матиме аж 87 серій, хоча в кінцевому результаті було створено лише 15. Вперше анімаційний серіал вийшов у кінопрокат в Україні  20 листопада 2008 року у формі фільму-альманах куди уввійшли 15 епізодів серіалу. Згодом деякі серії серіалу також з'явився у форматі окремих епізодів на офіційному Youtube-каналі Укранімафільм.

## Офіційний синопсис
Мультиплікаційний гумористичний мінісеріал «Про Аліка і Льоліка» розповідає про пригоди двох українських мужиків-алкашів Аліка і Льоліка. Хлопці постійно потрапляють з однієї халепи в іншу через свої безглузді ідеї та інфантильний погляд на життя. У різних епізодах їм доведеться попрацювати пожежниками, даішниками, послужити в армії, битися з фашистами, інопланетянами, нечистю і навіть побувати на Місяці ... У серіях багато пародій на відомі фільми, а також на суспільне життя. Мультфільм пародіює такі фільми, як «Кошмар на вулиці В'язів», «Матриця», «Люди в чорному», «Термінатор», «Робокоп», «Форсаж», «Змивайся», «Люди Ікс» і безліч інших. Головні герої регулярно згадують відомих спортсменів (Кличко, Курнікова), відомі торговельні марки...

## Сюжет
Гумористичні пригоди двох кумів, типових українських совків Аліка і Льоліка. Алік - це енциклопедичний приклад гомо-совєтікуса та "хохла-українця" як його уявляють росіяни: він любить сало та горілку, говорять диким суржиком та має тату Йосипа Сталіна на грудях. Льолік - теж  енциклопедичний приклад гомо-совєтікуса: він завжди ходить в шапці-ушанці, говорить диким суржиком та не уявляє свого життя без хабарів та корупційних схем. У різних епізодах Алік та Льолік потрапляють в різноманітні пригоди: мандрують у часі, йдуть на риболовлю, мандрують в космос, записуються в охорону/армію/міліцію/пожежку тощо.

## Список епізодів
- Епізод 1: Як два козака, Алік та Льолік, зустрілися з героями казок (трьома богатирями, соловейком розбіником та Бабою Ягою)
- Епізод 2: Як Алік та Льолік ловили рибку
- Епізод 3: Як Алік та Льолік шукали ялинку в лісі
- Епізод 4: Як Алік та Льолік працювали охоронцями в музеї
- Епізод 5: Як Алік та Льолік працювали митниками в аеропорті
- Епізод 6: Як Алік та Льолік працювали даішниками
- Епізод 7: Як Алік та Льолік працювали пожежниками
- Епізод 8: Як Алік та Льолік попали в лікарню
- Епізод 9: Як Алік та Льолік служили в радянській армії (миша на військовій базі)
- Епізод 10: Як Алік та Льолік служили в радянській армії (перегони на танках)
- Епізод 11: Як Алік та Льолік служили в радянській армії (відбудова штабу)
- Епізод 12: Як Алік та Льолік служили в радянській армії (штаб мишей-нацистів в українській традиційній хаті)
- Епізод 13: Як Алік та Льолік інопланетян зустріли та в космос попали
- Епізод 14: Як Алік та Льолік ходили на полювання
- Епізод 15: Як Алік та Льолік грали в карти